# Resolution 444 des UN-Sicherheitsrates
In der Resolution 444 des Sicherheitsrats der Vereinten Nationen, die am 19. Januar 1979 verabschiedet wurde, erinnert der Rat zunächst an die Resolutionen 425 (1978), 426 (1978), 427 (1978) und 434 (1978) und unter Berücksichtigung des Berichts des Generalsekretärs über die Interimstruppe der Vereinten Nationen im Libanon (UNIFIL) seine Besorgnis über die Lage im Südlibanon zum Ausdruck und stellte fest, dass die UNIFIL am Ende ihres zweiten Mandats ihre Aufgaben nicht erfüllen konnte.
Der Rat verurteilte weiterhin die mangelnde Zusammenarbeit des Libanon und insbesondere Israels mit der UNIFIL bei der Umsetzung ihres Mandats. In der Resolution 444 wurde auch die libanesische Regierung für ihre Bemühungen um die Wiederherstellung ihrer Autorität im Südlibanon gelobt. Dies geschah vor dem Hintergrund des libanesischen Bürgerkriegs.
Durch die Verlängerung des Mandats der Truppe bis zum 19. Juni 1979 forderte die Resolution die UNIFIL auf, in Zusammenarbeit mit dem Generalsekretär zur Wiederherstellung von Ordnung und Autorität in der Region beizutragen, einschließlich der vollständigen Umsetzung der Resolution 425.
Der Beschluss wurde mit 12 Stimmen bei keiner Gegenstimme angenommen, während sich die Tschechoslowakei und die Sowjetunion der Stimme enthielten und China nicht teilnahm.